# Dobrochté
Dobrochté (en macédonien Доброште ; en albanais Dobroshti) est un village du nord-ouest de la Macédoine du Nord, situé dans la municipalité de Téartsé. Le village comptait 3549 habitants en 2002. Il est majoritairement albanais.

## Démographie
Lors du recensement de 2002, le village comptait :
- Albanais : 3 160
- Macédoniens : 345
- Turcs : 2
- Autres : 38